# Вердай (Миннесота)
Вердай (англ. Verdi) — тауншип в округе Линкольн, Миннесота, США. На 2010 год его население составило 206 человек. 
Тауншип был назван в честь композитора Верди. Первая официальная встреча жителей тауншипа, после того как петиция о создании самостоятельной политической единицы Вердай была принята на Совете округа, произошла в доме Патрика Маккэфри 30 января 1880 года.

## География
По данным Бюро переписи населения США площадь тауншипа составляет 99,9 км², из которых 99,9 км² занимает суша, водоёмов нет.

## Демография
В 2000 году в тауншипе проживало 240 человек. По данным переписи 2010 года население Вердай составляло 206 человек (из них 52,4 % мужчин и 47,6 % женщин), было 78 домашних хозяйства и 55 семей. Расовый состав: белые — 92,7 %, другие расы — 4,4 %. На территории тауншипа расположено 92 постройки со средней плотностью 0,92 постройка на один квадратный километр.
Из 78 домашних хозяйств 60,3 % представляли собой совместно проживающие супружеские пары (24,4 % с детьми младше 18 лет), в 5,1 % домохозяйств мужчины проживали без жён, 5,1 % не имели семьи. В среднем домашнее хозяйство вели 2,64 человека, а средний размер семьи — 3,18 человека. В одиночестве проживали 23,1 % населения, 2,6 % составляли одинокие пожилые люди (старше 65 лет).
Население тауншипа по возрастному диапазону распределилось следующим образом: 26,7 % — жители младше 18 лет, 2,9 % — между 18 и 21 годами, 56,8 % — от 21 до 65 лет и 13,6 % — в возрасте 65 лет и старше. Средний возраст населения — 49,5 лет. На каждые 100 женщин приходилось 110,2 мужчины, при этом на 100 совершеннолетних женщин приходилось уже 122,1 мужчин сопоставимого возраста.
В 2014 году из 167 трудоспособных жителей старше 16 лет имели работу 129 человек. Медианный доход на семью оценивался в 72 321 $, на домашнее хозяйство — в 66 250 $. Доход на душу населения — 27 136 $.